# Florestópolis
Florestópolis is een gemeente in de Braziliaanse deelstaat Paraná. De gemeente telt 11.795 inwoners (schatting 2009).

## Aangrenzende gemeenten
De gemeente grenst aan Alvorada do Sul, Bela Vista do Paraíso, Centenário do Sul, Miraselva, Porecatu en Prado Ferreira.